# Miguel Heidemann
Miguel Heidemann (Trier, 27 januari 1998) is een Duits wegwielrenner. In 2020 werd op de hij met de Duitse ploeg Europees kampioen gemengde ploegenestafette.

## Palmares
2018
 Duits kampioenschap ploegentijdrit
2019
Bergklassement Istrian Spring Trophy
 Duits kampioenschap tijdrijden, beloften
 Duits kampioenschap ploegentijdrit
2020
 Europees kampioenschap gemengde ploegenestafette
 Duits kampioenschap tijdrijden, beloften
2023
 Europees kampioenschap gemengde ploegenestafette, elite

## Resultaten in voornaamste wedstrijden
|      | \| Jaar \| \| WK op de weg \| \| ---- \| \| ------------ \| \| 2022 \| \| opgave \| |              |
| Jaar |                                                                                     | WK op de weg |
| 2022 |                                                                                     | opgave       |

## Ploegen
- 2019 –  Herrmann Radteam
- 2020 –  Leopard Pro Cycling
- 2021 –  Leopard Pro Cycling
- 2022 –  B&B Hotels-KTM
- 2023 –  Leopard TOGT Pro Cycling (vanaf 9-3)
- 2024 –  Team Felt Felbermayr
- 2025 –  REMBE-rad-net Pro Cycling Team

Barbier · Barthe · Boileau · Bonnamour · Chevalier · Debusschere · Ferasse · Gautier · Gougeard · Heidemann · Hivert · Jauregui · Koretzky · Lagrée · Laurance · Lecroq · Lemoine · Lietaer · Morice · Mozzato · Parisella · Rolland · Schönberger · Warlop · Dauphin (stagiair) · Mahoudo (stagiair) · Rouland (stagiair)